# Hrabstwo Suffolk (Nowy Jork)
Suffolk – hrabstwo (ang. county) na wyspie Long Island w stanie Nowy Jork w USA. Populacja wynosi 1 476 601 mieszkańców (stan na 2019 r.). Hrabstwo obejmuje najbardziej wysunięty na wschód obszar metropolitalny Nowego Jorku.
Powierzchnia hrabstwa wynosi 6150 km². Gęstość zaludnienia wynosi 632 osób/km².

## Miasta
- Babylon
- Brookhaven
- East Hampton
- Huntington
- Islip
- Riverhead
- Shelter Island
- Smithtown
- Southampton
- Southold

## CDP
| - Amagansett - Aquebogue - Baiting Hollow - Bay Shore - Bayport - Baywood - Blue Point - Bohemia - Brentwood - Bridgehampton - Brookhaven - Calverton - Center Moriches - Centereach - Centerport - Central Islip - Cold Spring Harbor - Commack - Copiague - Coram - Cutchogue | - Deer Park - Dix Hills - East Farmingdale - East Hampton North - East Islip - East Marion - East Moriches - East Northport - East Patchogue - East Quogue - East Shoreham - Eastport - Eatons Neck - Elwood - Farmingville - Fire Island - Fishers Island - Flanders - Fort Salonga - Gilgo - Gordon Heights | - Great River - Greenlawn - Greenport West - Halesite - Hampton Bays - Hauppauge - Holbrook - Holtsville - Huntington - Huntington Station - Islip - Islip Terrace - Jamesport - Kings Park - Lake Ronkonkoma - Laurel - Manorville - Mastic - Mastic Beach - Mattituck - Medford | - Melville - Middle Island - Miller Place - Montauk - Moriches - Mount Sinai - Napeague - Nesconset - New Suffolk - North Amityville - North Babylon - North Bay Shore - North Bellport - North Great River - North Lindenhurst - North Patchogue - North Sea - Northampton - Northville - Northwest Harbor - Noyack | - Oak Beach–Captree - Oakdale - Orient - Peconic - Port Jefferson Station - Quiogue - Remsenburg-Speonk - Ridge - Riverhead - Riverside - Rocky Point - Ronkonkoma - Sayville - Selden - Setauket-East Setauket - Shelter Island - Shelter Island Heights - Shinnecock Hills - Shirley - Smithtown - Sound Beach | - South Huntington - Southold - Springs - St. James - Stony Brook - Terryville - Tuckahoe - Wading River - Wainscott - Water Mill - West Babylon - West Bay Shore - West Hills - West Islip - West Sayville - Westhampton - Wheatley Heights - Wyandanch - Yaphank |  |

## Wioski
| - Amityville - Asharoken - Babylon - Belle Terre - Bellport - Brightwaters - Dering Harbor - East Hampton - Greenport - Head of the Harbor - Huntington Bay | - Islandia - Lake Grove - Lindenhurst - Lloyd Harbor - Mastic Beach - Nissequogue - North Haven - Northport - Ocean Beach - Old Field - Patchogue | - Poquott - Port Jefferson - Quogue - Sag Harbor - Sagaponack - Saltaire - Shoreham - Southampton - Village of the Branch - Westhampton Beach - West Hampton Dunes |  |

## Demografia
W 2019 roku do największych grup należą osoby pochodzenia włoskiego (23,6%), irlandzkiego (18,1%), niemieckiego (13,3%), afroamerykańskiego lub afrykańskiego subsaharyjskiego (7,8%), „amerykańskiego” (5,6%), portorykańskiego (4,8%), polskiego (4,8%), angielskiego (4,4%), salwadorskiego (4%) i azjatyckiego (3,9%). 

## Religia
Suffolk jest najbardziej katolickim hrabstwem, wśród amerykańskich hrabstw, które mają więcej niż 100 tys. mieszkańców, gdzie 58,9% populacji jest członkami Kościoła katolickiego. Do innych większych grup religijnych na obszarze hrabstwa, w 2010 roku, należą:
- protestanci głównego nurtu – 4,6% (w tym: Zjednoczony Kościół Metodystyczny – 1,4%, Kościół Ewangelicko-Luterański w Ameryce – 1,3% i Kościół Episkopalny – 0,82%),
- protestanci ewangelikalni – 3,9% (w tym: bezdenominacyjni – 1,6%, Kościół Luterański Synodu Missouri – 0,86% i zielonoświątkowcy – 0,83%),
- żydzi – 1,36%,
- muzułmanie – 1,33%,
- Grecka Prawosławna Archidiecezja Ameryki – 0,65%,
- buddyści – 0,34%,
- świadkowie Jehowy (28 zborów),
- mormoni – 0,23%,
- unitarianie uniwersaliści – 0,06%,
- hinduiści – 0,06%.